# Večera za Adele
Večera za Adele (češ. Adéla ještě nevečeřela) je čehoslovačka crna komedija iz 1977.

## Radnja
Prijelaz je iz devetnaestog u dvadeseto stoljeće. Praški policijski inspektor Ledvina moli poznatog njujorškog detektiva Nicka Cartera, koji je u Prag došao u posjet, da mu pomogne riješiti neobičan slučaj nestalog psa. Tijekom istrage događaju se misteriozna ubojstva koje počinjava zli botaničar Baron von Kratzmar uz pomoć svoje biljke mesožderke po imenu Adele. Von Kratzmar bi otimao svoje žrtve, vezivao ih i potom, kad god bi na gramofonu pustio melodiju "Schlafe mein Prinzchen", bilo je vrijeme da se Adele probudi i pojede svoje žrtve za večeru. Baron von Kratzmar se smatrao neshvaćenim genijem i želio se osvetiti jednom od svojih bivših profesora. Nazvao se po zloglasnom kriminalcu, "Vrtlar". Bio je to kriminalac za kojeg je Nick Carter mislio da je umro u močvarama mnogo godina prije. Uz pomoć bizarnih izuma, Ledvina i Carter uspijevaju uhvatiti von Kratzmara i izručiti ga vlastima.

## O filmu
Film kombinira ideju Male trgovine užasa (eng. The Little Shop of Horrors) režisera Rogera Cormana s avanturama književnog lika Nicka Cartera. Film je režirao Oldřich Lipský zajedno s Rudolfom Hrušínským, dok su glavne likove tumačili Michal Dočolomanský i Miloš Kopecký. Bizarne je sprave izradio Jan Švankmajer, poznati češki umjetnik. Film je snimljen u stilu melodrama iz ere nijemih filmova, uključujući i prekrasno animirane međutitlove ubačene između igranih scena.

## Uloge
- Michal Docolomansky kao Nick Carter
- Rudolf Hrusínský kao policijski inspektor Ledvina
- Milos Kopecký kao Baron von Kratzmar
- Václav Lohniský kao hotelski sluga
- Ladislav Pesek kao profesor Bocek
- Nada Konvalinková kao gospođica Blossom
- Kveta Fialová kao grofica Thunova
- Martin Ruzek kao policijski inspektor Kaunitz
- Olga Schoberová kao gospođica Karen

## Nagrade i nominacije
- 1977: Osvojena nagrada Medalla Sitges en Plata de Ley u kategoriji najbolje kinematografije (Jaroslav Kučera)
- 1980: Osvojena Nagrada Saturn za najbolji strani film
- 1980: Nominiran za nagradu Saturn u kategoriji najboljeg fantastičnog filma

## Vanjske poveznice
- Večera za Adele u internetskoj bazi filmova IMDb-a
- Fotografije iz filma